# Airbag (argentinische Band)
Airbag ist eine Rockband, die 1999 in Buenos Aires, Argentinien von den Brüdern Sardelli gegründet wurde.

## Geschichte
Airbag hatte bereits einige Auftritte in Argentinien und Nachbarland Brasilien. Ihr erstes Album, welches die Band gemeinsam mit Lourdes, Willie Lorenzo, Elsa Pinilla und Benjamín Rojas, einem ehemaligen Bandglied von Erreway produzierten, war der offizielle Soundtrack zur argentinischen Telenovela Alma Pirata. Ihr zweites Album „Blanco y Negro“ (zu deutsch „Weiß und Schwarz“) entstand 2006 und bietet 11 Tracks. Zwei Jahre später folgte mit Una Hora a Tokyo das erste Live-Album der Band.

## Mitglieder
Gastón Faustino Sardelli: Er ist der älteste der drei Bandmitglieder, die Brüder sind, weshalb die Band auch „The Sardellis“ genannt wird. Gastón wurde am 18. April 1984 in Buenos Aires geboren. In der Band spielt der 40-jährige Gastón den Bass. Zudem ist er der Sänger der Band.
Patricio Máximo Sardelli: Patricio wurde am 26. Januar 1986 ebenfalls in Buenos Aires geboren und ist somit der zweitälteste der drei Brüder. In der Band spielt der 39-jährige Patricio die E-Gitarre.
Guido Armido Sardelli: Er ist der jüngste der drei Brüder. Guido wurde am 5. Dezember 1989 wie seine beiden älteren Brüder in Buenos Aires geboren. Er spielt Schlagzeug.

## Diskografie

### Alben
- Airbag (2004, AR: Platin[1])
- Blanco y Negro (2006, AR: Platin)
- Una Hora a Tokio (2008)
- Vorágine (2011)
- Samsara (2012, Live)
- Libertad (2013)
- Mentira la verdad (2016)
- Al parecer todo ha sido una trampa (2021)

### Soundtrack
- Alma Pirata (2005 mit Benjamín Rojas, Lourdes, Willie Lorenzo und Elsa Pinilla)

## Auszeichnungen und Nominierungen
| Jahr | Auszeichnung                    | Kategorie                         | für                                | Resultat  | Quellen |
| ---- | ------------------------------- | --------------------------------- | ---------------------------------- | --------- | ------- |
| 2004 | Los Premios MTV Latinoamérica   | Best New Artist – South           | Airbag                             | Gewonnen  | [ 2 ]   |
| 2005 | Premios Gardel                  | Best Album by Newcomer            | Airbag                             | Nominiert | [ 3 ]   |
| 2005 | Premios Gardel                  | Best Pop Group                    | Airbag                             | Nominiert | [ 3 ]   |
| 2007 | Los Premios MTV Latinoamérica   | Best New Artist – South           | Airbag                             | Gewonnen  | [ 4 ]   |
| 2007 | Premios Gardel                  | Performance of the Year           | Amor de Verano                     | Nominiert |         |
| 2007 | Premios Gardel                  | Best Pop Group                    | Blanco y Negro                     | Nominiert | [ 5 ]   |
| 2009 | Premios Gardel                  | Production of the Year            | Una Hora a Tokyo                   | Nominiert | [ 6 ]   |
| 2009 | Latin Grammy                    | Bester Rocksong                   | Una Hora a Tokyo                   | Nominiert | [ 7 ]   |
| 2009 | Latin Grammy                    | Bestes Rockalbum einer Gruppe/Duo | Una Hora a Tokyo                   | Nominiert | [ 7 ]   |
| 2013 | MTV Europe Music Awards         | Bester Act – Südamerika           | Airbag                             | Gewonnen  | [ 8 ]   |
| 2014 | Premios Gardel                  | Best Rock Album by a Duo/Group    | Libertad                           | Nominiert | [ 9 ]   |
| 2016 | Kids’ Choice Awards Argentinien | Lieblingskünstler national        | Airbag                             | Nominiert | [ 10 ]  |
| 2017 | MTV Europe Music Awards         | Bester Act – Argentinien          | Airbag                             | Nominiert | [ 11 ]  |
| 2022 | Premios Gardel                  | Best Rock Album by a Duo/Group    | Al parecer todo ha sido una trampa | Gewonnen  | [ 12 ]  |